# Bernd Olbricht
Bernd Olbricht (Gnoien, RDA, 17 de octubre de 1956) es un deportista de la RDA que compitió en piragüismo en la modalidad de aguas tranquilas.
Participó en dos Juegos Olímpicos de Verano en los años 1976 y 1980, obteniendo un total de cuatro medallas: dos de oro, una de plata y una de bronce. Ganó seis medallas en el Campeonato Mundial de Piragüismo entre los años 1977 y 1979.

## Palmarés internacional
| Juegos Olímpicos   | Juegos Olímpicos      | Juegos Olímpicos  | Juegos Olímpicos |
| Año                | Lugar                 | Medalla           | Competición      |
| ------------------ | --------------------- | ----------------- | ---------------- |
| 1976               | Montreal (Canadá)     | Medalla de oro    | K2 500 m         |
| 1976               | Montreal (Canadá)     | Medalla de plata  | K2 1000 m        |
| 1980               | Moscú (URSS)          | Medalla de bronce | K2 500 m         |
| 1980               | Moscú (URSS)          | Medalla de oro    | K4 1000 m        |
| Campeonato Mundial |                       |                   |                  |
| Año                | Lugar                 | Medalla           | Competición      |
| 1977               | Sofía (Bulgaria)      | Medalla de oro    | K2 500 m         |
| 1977               | Sofía (Bulgaria)      | Medalla de plata  | K2 1000 m        |
| 1978               | Belgrado (Yugoslavia) | Medalla de oro    | K2 500 m         |
| 1978               | Belgrado (Yugoslavia) | Medalla de oro    | K4 1000 m        |
| 1979               | Duisburgo (RFA)       | Medalla de plata  | K2 500 m         |
| 1979               | Duisburgo (RFA)       | Medalla de oro    | K4 1000 m        |